# Aleksej Kazakov
Aleksej Kazakov, född 18 mars 1976 i Naberezjnyje Tjelny, är en rysk volleybollspelare.
Kazakov blev olympisk silvermedaljör i volleyboll vid sommarspelen 2000 i Sydney.